# Carla Antonelli
Carla Delgado Gómez, conhecida artisticamente como Carla Antonelli (Güímar, 13 de julho de 1959), é uma atriz, política e ativista dos direitos LGBT. Foi a primeira pessoa transexual da Comunidade de Madri que solicitou que sua verdadeira identidade figurasse nos documentos oficiais depois da aprovação, em 2 de março de 2007, da Lei de Identidade de Gênero na Espanha. Anteriormente, em 26 de abril de 2006, ela havia ameaçado entrar em greve de fome se o governo socialista não pusesse uma data para pôr a dita lei adiante. A ativista foi também a coordenadora da área de Transexualidade do grupo federal de gays e lésbicas do PSOE.

## Carreira
Carla Antonelli cursou arte dramática e declamação no Conservatório de Música e Arte Dramática de Santa Cruz de Tenerife, cidade em que começou a atuar.
Em 1980 gravou o primeiro documentário sobre transexualidade para a TVE2. Não foi ao ar até setembro de 1981, após o fracassado golpe 23-F de Antonio Tejero.
Antonelli é mais conhecida por seu papel como Gloria na série de televisão El síndrome de Ulises.

## Ativismo político
Em 1997 Antonelli ingressou no Partido Socialista Operário Espanhol (PSOE), como Coordenadora de Área do Grupo Federal Transsexual/GLBT.
Em 2004, o PSOE venceu as eleições e o Congresso aprovou o casamento entre pessoas do mesmo sexo, mas os direitos trans não foram concedidos na época. Antonelli ameaçou uma greve de fome a menos que a maioria do PSOE adotasse a Lei de Identidade de Gênero (Ley de Identidad de Género). A lei foi adotada em 2007, e ela foi a primeira pessoa transexual na Comunidade de Madri a obter a designação de sexo alterada em seus documentos legais. 
Antonelli se manifestou contra as tentativas de proibir o trabalho sexual na Espanha, observando que isso afetaria desproporcionalmente as mulheres trans, que muitas vezes têm dificuldade em encontrar outro trabalho.
Ela recebeu vários prêmios por seu trabalho. O Coletivo Transsexual de Madri a homenageou em 2003 por seus esforços pioneiros. Ela foi homenageada por grupos transgêneros na Catalunha e na Andaluzia em 2008 por seu trabalho na Lei de Identidade de Gênero. Ela ganhou o Premio Látigos y Plumas from the Federación Estatal de Gays, Lesbianas y Transexuales de España de 2008 e o Prêmio Baeza (Premia Baeza) por visibilidade.
Em 22 de maio de 2011, Antonelli foi eleita na lista do Partido Socialista Espanhol para a Assembleia da Comunidade de Madri, tornando-se a primeira pessoa trans eleita para uma legislatura na Espanha e foi reeleita nas eleições regionais de 2015 e 2019. Após as eleições madrilenhas de 2021, ela perdeu seu assento porque o PSOE não conseguiu mais de 24 assentos e ficou em 35º lugar na lista eleitoral.

## Trabalho no cinema e na televisão
- Hijos de papá (de Rafael Gil, 1980)
- Correrías de alegría (de Gonzalo García Pelayo, 1980)
- Pepe no me des tormento (de José María Gutiérrez, 1980)
- Las guapas y locas chicas de Ibiza (de Siggi Ghotz, 1981)
- Adolescencia (de Germán Llorente, 1882)
- Extraños, (de Imanol Uribe, 1999)
- Tío Willy (TVE, 1999)
- Periodistas (Telecinco, 2000)
- Policías (Antena 3, 2001)
- El comisario (Telecinco, 1999 e 2002)

- El Síndrome de Ulises (Antena 3, 2007)
- El vuelo del tren (de Paco Torres, 2009)